# Krigsbilleder
Krigsbilleder er en serie på syv film fra 1914, der består af dokumentariske optagelser fra første verdenskrig.

## Afsnit
| # | Titel                                                 | Længde    | Første sendedag |
| --- | ----------------------------------------------------- | --------- | --------------- |
| 1 | "Krigsbilleder I" "Krigsfilm nr. 1259, Østpreussen"   | 254 meter | 1914            |
| [ 1 ] |                                                       |           |                 |
| 2 | "Krigsbilleder II" "Krigsfilm nr. 1270, Nordfrankrig" |           | 1914            |
| Nordfrankrig og Østpreussen (?) Tyske soldater forbi ruiner. Kirke beskadig af granatindslag. Kvinder ved torv. Færgeleje? Tyske soldater tilhørende 'Landsturm Feldbatterie' foran deres hovedkvarter. Mad laves ved store kødgryder. Feltkøkken i funktion. Soldater i gade. 'Gullaschkanoner' (feltkøkkener) drager gennem ruinby. Tyske soldater marcherer gennem by med officerer i spidsen til hest. Soldaterne vinker til fotografen. Alle iført pikkelhuer. |                                                       |           |                 |
| 3 | "Krigsbilleder III" "Krigsfilm nr. 1271"              | 157 meter | 1914            |
| Nordlige Frankrig. Tyske soldater i feltuniform får udleveret forskellige fornødenheder, tobak osv. Tysk smedeværksted bag fronten. Tyske soldater foran gravsted. Tyske soldater foran vagtbygning hvor der på muren står: Nantillois, Cierge, Montdaucon, stednavne i det nordlige Frankrig. Tysk transport gennem ruinby. Sandsynligvis et sted i Frankrig. Soldat får sit hår klippet.                                                                          |                                                       |           |                 |
| 4 | "Krigsbilleder IV" "Krigsfilm nr. 1272"               | 94 meter  | 1914            |
| [ 4 ] |                                                       |           |                 |
| 5 | "Krigsbilleder V"                                     | 130 meter | 1914            |
| [ 5 ] |                                                       |           |                 |
| 6 | "Krigsbilleder VI" "Krigsfilm nr. 1274"               |           | 1914            |
| [ 6 ] |                                                       |           |                 |
| 7 | "Krigsbilleder VII" "Krigsfilm nr. 1275"              | 140 meter | 1914            |
| [ 7 ] |                                                       |           |                 |